# Lengwil
Lengwil est une commune suisse du canton de Thurgovie, située dans le district de Kreuzlingen.